# مقشر (السدة)

تعديل مصدري - تعديل

مقشر محلة تابعة لقرية بيت الاخضور، التابعة لعزلة وادي حجاج بمديرية السدة إحدى مديريات محافظة إب في الجمهورية اليمنية.، بلغ تعداد سكانها 76 حسب تعداد اليمن لعام 2004.

## الموقع الجغرافي
يحدها من الناحية الشمالية جبل (جيلان) الذي يتربع في أعلاه الموقع الأثري (الحرثي) الذي يندرج ضمن مدينة ظفار خبان، ويحدها من الناحية الشمالية الشرقية قرية ذي اريد وقرية حفزان، ويحدها من الناحية الجنوبية الشرقية قريت بيت الأخضور، ويحدها من الناحية الجنوبية الغربية قرية عميقة، لذلك تتميز بموقعها الجغرافي خاصة وهي تقع في اسفل جبل (جيلان) المشهور بارتفاعه الذي يصل إلى حوالي (1500 متر تقريبا)، والذي ينهمر من وسطه شلال (الشرق) المشهور بغزارة مياهه خاصة في مواسم الأمطار.

## التسمية في المعاجم اللغوية
مقشر: من الجذر (قشر). ويذكر ابن منظور: القِشْرةُ: الثوب الذي يُلْبَسُ. ولباسُ الرجل: قِشْره، وكل ملبوس: قَشْرٌ؛ أَنشد ابن  الأَعرابي:
مُنِعتْ حَنيفةُ واللَّهازِمُ منكمُ
قِشْرَ العِراقِ، وما يَلَذُّ الحَنْجَرُ
يعني نبات العراق، ورواه ابن دريد: ثمر العراق، والجمع من كل ذلك قُشورٌ. وفي حديث قَيْلَةَ: كنت إِذا رأَيت رجلاً ذا رُواء أَو ذا قِشْرٍ طَمَحَ بَصَرِي إِليه. وفي حديث معاذ ابن عَفْراء: أَن عمر أَرسل إِليه بحُلَّةٍ فباعها فاشترى بها خمسة أَرْؤس من الرقيق فأَعتقهم ثم قال: إِن رجلاً آثر قِشْرَتَيْنِ يَلْبَسُهما على عِتْقِ خمسة أَعْبُدٍ لغَبِينُ الرأْي؛ أَراد بالقشرتين الحُلَّةَ لأَن الحلة ثوبان إِزار ورداء. وإِذا عُرِّيَ الرجلُ عن ثيابه، فهو مُقْتَشِر. يفهم من التسمية في المعاجم اللغوية أنها دلالة على اكتساء القرية ولباسها الشجر الخضراء الكبيرة، وانها تتوسط تلك البساتين، وهي بالفعل تتوافق مع المدلولات اللغوية حيث تغطيها الشجر من جميع الجهات، وربما للجبل المرتفع دلالة أخرى باعتبارها تقع اسفل الجبل بل في باطنه مستظلة  بظلة ومحصنة من خلاله طبيعيا، وتتميز القرية بكثرة منابع الغيول، حيث غالبية القرى المحيطة بمقشر تعتمد على ينابيع وعيون الغيول المائية الخاصة بالشرب، لعذوبتا وصفائها.

## ع وروابط خارجية
1. ↑  "الجهاز المركزي للإحصاء بالجمهورية اليمنية". الجهاز المركزي للإحصاء. مؤرشف من الأصل في 2017-01-29. اطلع عليه بتاريخ 2014-08-12.
2. ↑  الحاير، أنور محمد: تاريخ خبان وعمار، 2015، 123
3. ↑  ابن منظور: لسان العرب، مادة: ق ش ر
4. ↑  الحاير، أنور محمد: تاريخ خبان وعمار، 2015،

- المركز الوطني للمعلومات باليمن